# Estação Maiakovskaia (metro de São Petersburgo)
Maiakovskaia (em russo:  Маяковская) é uma das estações da linha Nevsko-Vasileostrovskaia (Linha 3) do metro de São Petersburgo, na Rússia. Estação «Maiakovskaia» está localizada entre as estações «Ploshchad Alexandra Nevskogo» (a leste) e «Gostinii Dvor» (a oeste).